# Mar de Copas
Mar de Copas é uma banda de rock peruana formada em Lima, em 1992. A crítica peruana a considera uma "banda de culto" pela quantidade de fãs, ou "seguidores", que atraiu desde seu surgimento. É uma das bandas de rock mais importantes do Peru.
Sua formação original foi com Luis "Wicho" García (vocal), José Manuel "Manolo" Barrios (Guitarra, vocal e backin'), Eduardo "Toto" Leverone (Bateria e percussão), Félix Torrealva (Baixo), Phoebe Condos (Teclado e backin') e Claudia Salem (Backin'). Posteriormente a banda passaria a contar com César Zamalloa como baixista no lugar de Torrealva. Claudia Salem deixou a banda em 2005, entrando em seu lugar Rocío Madueño, o qual tornou-se também tecladista.
Seguindo as influências do new wave das décadas de 60 e 70, o pós-punk britânico e o pop espanhol dos anos 80, Mar de Copas acabou por criar um estilo próprio inconfundível de música melódica e romântica, tomando como temas centrais de suas canções o amor,desamor, o esquecimento, a solidão. Deste modo, muitos qualificam o estilo da banda como um "Rock romântico-depressivo".

## A Banda
Em 1992, Barrios e Leverone começaram a compor as primeiras canções de seu primeiro disco, homônimo da banda. Eram tempos em que pouco se apostava no rock no cenário peruano.
Em seguida, a banda lançou cinco discos ("Mar de Copas" em 1993, "Entre los Arboles" em 1994, "III" em 1997, "Suna" em 1999 e "Si Algo Así Como El Amor Esta En El Aire" em 2004), além de duas coletâneas, um disco duplo ao vivo, um single/multimedia, um acústico e um DVD (então novidade no rock do Peru).
Entre as principais canções que asseguraram o sucesso do grupo em seu país estão "Mujer noche", "Fugitivo", "Prisión", "Dulce y veloz", "Entre los árboles", "Prendí otro fuego por ella", "Tras esa puerta", "País de tus sueños", "LB", "Al pasar de las horas", "A Dios", "Despedida", "Enloqueciendo", "Suna", "La máquina del tiempo", "Adiós amor", "Ramera", "Si algo así como el amor está en el aire", "Balada de un encuentro fugaz", "Perdido", "Llévame", "Un día sin sexo", entre outras.

## Formação
- José Manuel "Manolo" Barrios (Guitarra e voz)
- Luis "Wicho" García (Voz principal)
- Eduardo "Toto" Leverone (Bateria)
- César Zamalloa (Baixo)
- Rocío Madueño (Teclado, backin' e pandeiro)
- Phoebe Condos (Teclado e backin') (afastada)

Ex-Integrantes:
- Felix Torrealva (Baixo)
- Claudia Salem (Backin' e pandeiro)

## Discografía

### Álbuns
- Mar de Copas - (1993)
- Entre Los Arboles - (1994)
- III - (1997)
- Suna - (1999)
- Ramera - (2002)
- Si Algo Así Como El Amor Esta En El Aire - (2004)
- De Tierra - (2005)

### Coletâneas e shows
- 12 grandes Éxitos - (2000)
- Mar de Copas En Vivo - (2002)
- 12 canciones - (2004)

### Outros
- De Tierra - (2005) - DVD

### Trilhas sonoras
- No se lo digas a nadie - (1997)
- Un día sin sexo - (2005)